# Mikaribaba
A Mikaribaba (箕借り婆) egy egyszemű öreg nő szelleme a Kantó régióból eredő mondákból.

## Összefoglalás

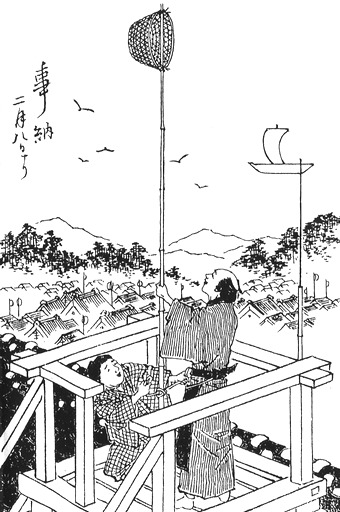
Eitaku Sensai által készített "Onko Nenjū Gyōji". Azt ábrázolja, ahogy a 2. hónap 8. napján a pálcára felszúrt kosarat felállítják.

Jokohamában, Kavaszakiban, Kanagava és Csiba prefektúrában, Tokióban, stb... meglátogatja az emberek házait a holdnaptár szerinti 12. hónap 8. napján, illetve 2. hónap 8. napján, hogy szitákat és emberi szemeket vigyen el. A mondák szerint a Hitocume-kozóval együtt látogatják meg a házakat.
A mikaribaba távoltartása végett egy kosarat, vagy zarut hagytak a házak bejáratánál. Emellett hatékonynak tartották ha egy rúd végét egy bambuszkosárba szúrták, és felállították a tetőn. Ezt azért tették, hogy a mikaribabanak úgy tűnjön, mintha sok szem lenne ott.
Ura no Jatonál (Jokohama) egy kapzsi mikaribaba még a földre ejtett rizsszemeket is összegyűjti, és tüzeket okoz a szájában lévő tűz miatt. Ennek elkerülése végett tsujoo-dangot készítenek rizsből amit kiraknak az ajtó elé, ezzel jelezve, hogy nincs több elejtett rizs.
A holdnaptár szerinti 12. hónap 8. napján, illetve 2. hónap 8. napján a hagyomány szerint (Kotojóka) néhány régióban az emberek nem dolgoztak, hanem bezárkóztak a házaikba. A holdnaptár szerinti 11. hónap 26. napján Csiba prefektúra déli volt egy "mikawari" vagy "mikari" nevű szokás, amikor körülbelül 10 napig tilos volt éjjel kimenni, vagy felmenni a hegyekbe, ehelyett otthon bezárkóztak. Kantó régión kívül a Nishinomiya szentélynél Hjógo prefektúrában és Kitóban, Tokusima prefektúrában a "mikari" fesztivál előtt szintén bezárkóznak. Az ilyen szokásokat egy szörny megjelenéséhez kötötték, és úgy hiszik, hogy ezek a szörnyek a mikaribaba és a hitocume-kozó.

## Fordítás
Ez a szócikk részben vagy egészben az Mikaribaba című angol Wikipédia-szócikk ezen változatának fordításán alapul.  Az eredeti cikk szerkesztőit annak laptörténete sorolja fel. Ez a jelzés csupán a megfogalmazás eredetét és a szerzői jogokat jelzi, nem szolgál a cikkben szereplő információk forrásmegjelöléseként.